# Miklós Kretzoi
Miklós Kretzoi (* 9. Februar 1907 in Budapest; † 15. März 2005) war ein ungarischer Wirbeltier-Paläontologe und Geologe.

## Leben
Kretzoi wuchs in Österreich-Ungarn auf, wo er neben seiner Muttersprache Deutsch auch Ungarisch lernte. Er absolvierte sein Studium an der Péter-Pázmány-Wissenschaftsuniversität in Budapest, wo er 1929/1930 in den Fächern Geologie, Paläontologie und Geographie promoviert wurde. Von 1926 an bis 1930 arbeitete Kretzoi am Ungarischen Königlichen Instituts für Geologie unbezahlt als freiwilliger Mitarbeiter, an das er zwischen 1930 und 1933 geologisch-kartographische Arbeiten für Flachland- und Bodenkunde anschloss. Von 1933 bis 1941 wirkte er als kartierender Geologe und Geophysiker bei Eurogasco, der späteren Ungarisch-Amerikanischen Ölindustrie AG (Magyar-Amerikai Olajipari Rt, kurz MAORT) mit, das er während des Zweiten Weltkrieges verließ. In der folgenden Zeit war er Angestellter des Ungarischen Nationalmuseums (Magyar Nemzeti Múzeum, kurz MNM), wo er bis 1946 stellvertretender Kurator der Sammlung für Geologie und Paläontologie und ab 1945 Abteilungsleiter und Direktor der neugegründeten „Sammlung für Wirbeltierpaläontologie und vergleichenden Knochenlehre“ war, einen Posten, den Kretzoi bis 1950 bekleidete.
Ab 1. März 1950 kehrte Kretzoi zum Staatlichen Institut für Geologie Ungarns (Magyar Állami Földtani Intézetbe, kurz MÁFI) zurück, wo er sich anfänglich geologischen Kartierungsarbeiten in Transdanubien anschloss. 1951 übernahm er die Leitung der ersten und größten paläontologischen Wirbeltiersammlung von Ungarn, die er bis zum 31. August 1956 innehatte. Von 1956 bis 1958 war er Direktor des MÁFI, die Paläontologische Abteilung leitete er noch bis 1959. Bis 1974 übte er hier auch beratende Tätigkeiten für herausragende wissenschaftliche Themen aus. Kretzoi wechselte 1970 zur Kossuth Lajos Universität in Debrecen, einer der führenden Universitäten des Landes, und übernahm bis 1974 den Lehrstuhl für Tier- und Menschenlehre. Auch nach seiner Pensionierung 1974 blieb er bis 1986 wissenschaftlicher Mitarbeiter der Ungarischen Akademie der Wissenschaften.

## Forschungsschwerpunkt
Während seiner Schaffenszeit wirkte Kretzoi an zahlreichen wissenschaftlichen Projekten mit und beschrieb zahlreiche neue Arten. Sein Arbeitsgebiet umfasste Kleinsäuger, Raubtiere, Primaten, Unpaarhufer, Rüsseltiere und Wale, aber auch Spurenfossilien und Vögel, besonderes Augenmerk legte Kretzoi dabei auf die Raubtiere. Wichtige Ausgrabungen seitens Kretzois, die er im Auftrag des MÁFI in den 1950er Jahren tätigte, fanden im Villány-Gebirge, in Csákvár und Polgárdi statt. Große Bedeutung haben weiterhin die Untersuchungen in Ördöglyuk barlang (Teufelsloch-Höhle) bei Solymár (nördlich von Budapest) und in Betfia nahe Oradea (Rumänien), die er als Universitätsdozent führte. Herausragend allerdings sind vor allem die Ausgrabungen in Rudabánya, einer der reichsten europäischen Fossillagerstätten aus dem Miozän vor 10 bis 12 Millionen Jahren, in der die von Kretzoi benannte europäische Primatengattung Rudapithecus entdeckt wurde und deren Erforschung er von 1970 bis 1978 als wissenschaftlicher Leiter vorstand. 1975 publizierte er die Erstbeschreibung eines weiteren Taxons, Bodvapithecus altiplanus; sowohl Rudapithecus als auch Bodvapithecus gehören vermutlich – möglicherweise als weibliche und männliche Varianten der gleichen Art – zum Formenkreis der Dryopithecini. 1954 beschrieb er die Laufvogelgattung Pachystruthio aus dem Altpleistozän Georgiens, die mit etwa 450 kg zu den schwersten bekannten Vögeln der nördlichen Hemisphäre zählt.
Des Weiteren erarbeitete Kretzoi zusammen mit László Vértes ab 1965 die stratigraphische und chronologische Korrelation der ungarischen Wirbeltierfauna, ein Teil der Ergebnisse wurde von Kretzoi 1969 veröffentlicht, wobei er eine feinstratigraphische Untergliederung des Pliozäns und Pleistozäns vornahm. Darüber hinaus wirkte Kretzoi an den Aufarbeitungen wichtiger pleistozäner und paläolithischer Fundstellen mit, wie Tata (1964), Érd (1968) und Vértesszőlős (1964, 1990). Vor allem seine anhand des fossilen Säugetierbestandes von Érd entwickelten Rekonstruktionen zur Jagd und Rohstoffnutzung der frühmenschlichen Jäger-und-Sammler-Gemeinschaften gaben wichtige Impulse für die archäozoologische Forschung. Kretzoi war seit 1979 Ehrenmitglied der Ungarischen Gesellschaft für Geographie und ab 1987 Ehrenmitglied der INQUA.

## Ehrung
Verschiedene wissenschaftliche Gattungs- und Artnamen sind zu Kretzois Ehren vergeben worden. Hierzu gehören unter anderem Kretzoiarctos beatrix, ein früher Vertreter aus der Entwicklungslinie des Großen Panda aus dem Mittleren Miozän, ebenso wie Tobiena kretzoii, eine den Lemmingen nahestehende Vorform aus dem Pliozän. In verschiedenen Publikation vergab Jenő Kessler mehrere Vogelnamen, so etwa Porzana kretzoii aus der Gruppe der Rallen (heute teilweise zu Zapornia kretzoii gestellt), Sturnus kretzoii aus der Gruppe der Stare, Acrocephalus kretzoii aus der Gruppe der Grasmückenartigen und Carduelis kretzoii aus der Gruppe der Finken. Es handelt sich weitgehend um ausgestorbene Formen aus dem Neogen.

## Auszeichnungen
- 1969: Kadic-Ottokár-Medaille – für herausragende Arbeiten in der Karst- und Höhlenforschung, vergeben von der Ungarischen Gesellschaft für Karst- und Höhlenforschung
- 1992: Széchenyi-Preis (staatlicher Preis für hervorragende wissenschaftliche Leistungen) – für seine Leistungen in der Aufarbeitung der Überreste ungarischen fossiler Wirbeltiere, insbesondere jener des Urmenschen, und Bekanntmachung der Ergebnisse in der Öffentlichkeit.

## Schriften (Auswahl)
- Miklós Kretzoi: Die Raubtiere der Hipparionfauna von Polgardi. Annales Instituti Geologici Hungarici 40 (3), 1952, 5–42
- Miklós Kretzoi: The Significance of the Rudabánya Prehominid Finds in Hominization Research. Acta Biologica Academiae Scientiarum Hungaricae 31, 1980, S. 503–506
- Miklós Kretzoi, Viola T. Dobosi (Hrsg.): Vértesszőlős. Site, Man and Culture. Akadémiai Kiadó, Budapest 1990, ISBN 963-05-4713-9
- Miklós Kretzoi: The fossil Hominoids of Rudabánya (Northeastern Hungary) and early hominization. Magyar Nemzeti Múzeum, Budapest 2002 (2003), ISBN 963-9046-87-6